# Economia de la dinastia Song
L'Economia de la dinastia Song, és el període de més de tres segles, en el qual es va experimentar un creixement sostingut en l'ingrés per capita de la població de la Xina durant la dinastia Song (960-1279), amb el canvi estructural en l'economia i l'augment del ritme de la innovació tecnològica. Les llavors millorades d'arròs i d'altres conreus comercials, la pólvora, màquines mecànics d'acció hidràulica, l'ús de carbó com a font de combustible per a una gran varietat d'indústries, tècniques millorades de producció en el ferro i acer junt amb moltes altres innovacions tecnològiques van transformar l'economia. Al nord de la Xina, la font principal de combustible per als forns de ceràmica i de ferro es va canviar de la fusta al carbó.
Sota la dinastia Song, també n'hi va haver un notable increment en els contactes comercials amb els mercats globals, es van dedicar al comerç exterior a través d'inversions en vaixells mercants i el comerç va arribar a ports tan llunyans com de l'Àfrica oriental. Aquest període també va ser testimoni del desenvolupament del primer paper moneda imprès, com el huizi que va circular en escala massiva. En combinació amb un sistema tributari unificat i rutes comercials eficients per camins i canals, tot això va significar el desenvolupament d'un autèntic mercat nacional. L'especialització regional va promoure l'eficiència econòmica i l'augment de la productivitat. Encara que gran part de la tresoreria del govern central es va destinar a les forces armades, els impostos establerts sobre la base comercial creixent van tornar a omplir les arques i van fomentar encara més l'economia monetària. Els reformadors i conservadors van debatre sobre el paper del govern en l'economia; l'emperador i el seu govern encara se'n van fer responsables de l'economia, però en general van fer menys demandes que en dinasties anteriors. El govern, va continuar monopolis sobre uns certs articles manufacturats i en els béns de mercat per augmentar els ingressos i assegurar recursos que eren vitals per a la seguretat de l'imperi, com ara el te, la sal i components químics per a la pólvora.
Aquests canvis van fer de la Xina un líder mundial, que alguns historiadors han nomenat l'«primera economia moderna», molts segles abans que Europa occidental fes el seu primer intent. Molts d'aquests beneficis econòmics es van perdre, en la següent dinastia Yuan.

## Agricultura

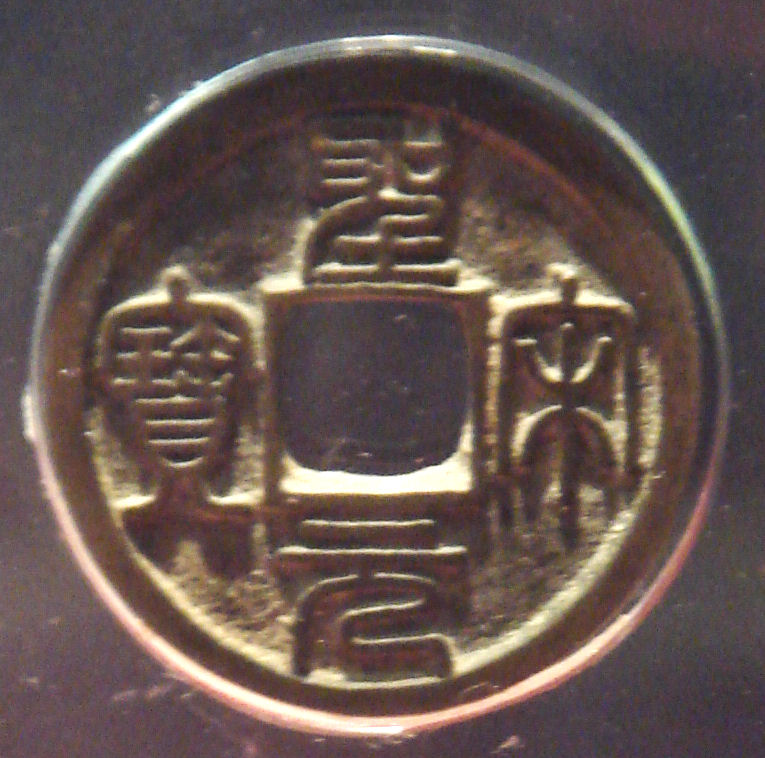
Moneda de la dinastia Song (聖宋元寶).

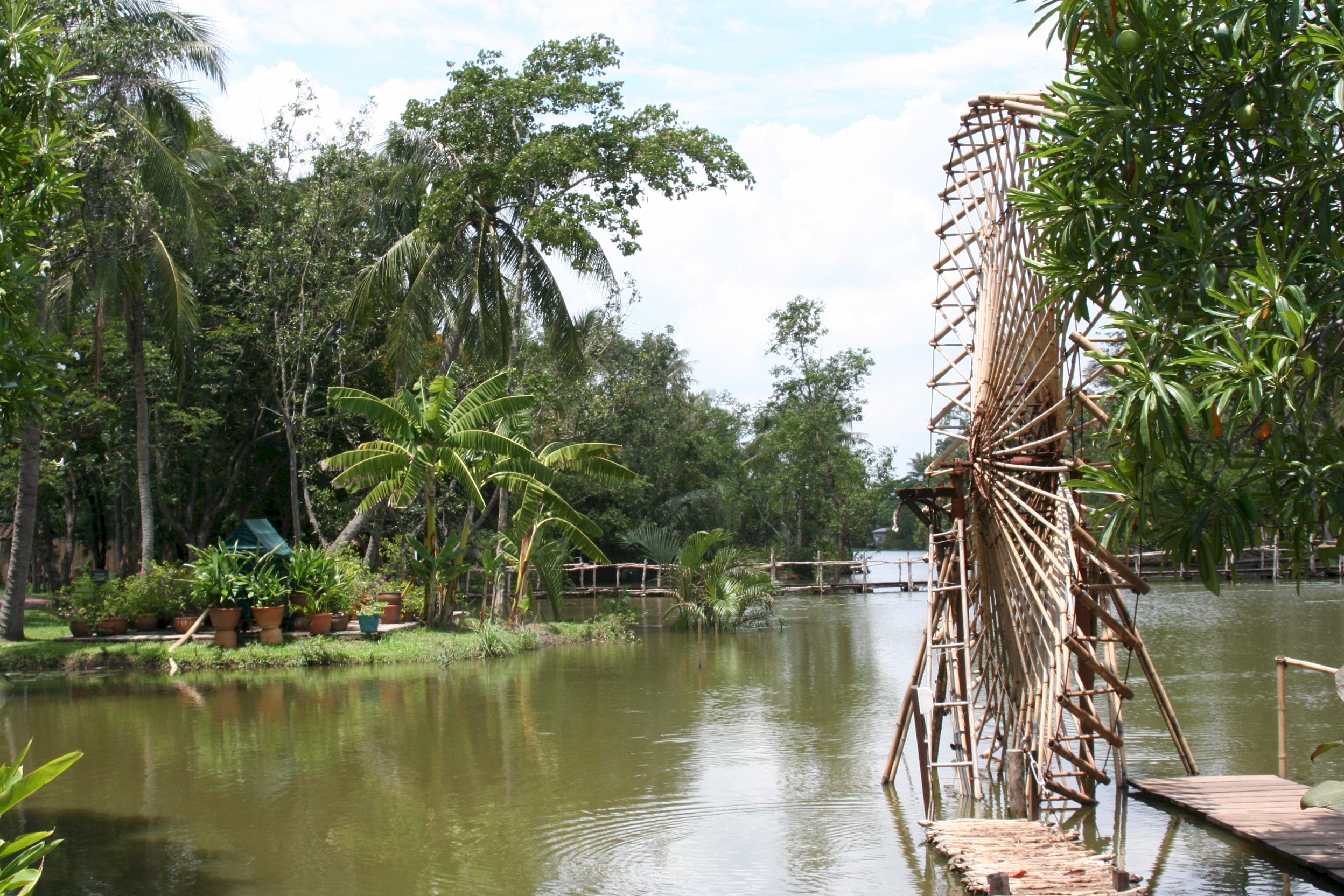
Roda hidràulica de bambú a Vietnam.

Hi va haver una expansió massiva de la terra de conreu durant la dinastia Song. El govern va animar a la gent a reclamar terres àrides i posar-les sota conreu. Qualsevol que va demanar terres i va pagar els impostos se'ls va concedir la possessió permanent de la nova terra. Sota aquesta política, s'estima que la terra conreada en la dinastia Song va poguer haver arribat a un nombre màxim de 720 milions de «mu», i no va poder ser superat per les posteriors dinasties Ming i Qing.
El reg de les terres de conreu també va ser fomentat durant aquest període. L'estadista i economista xinés Wang Anshi va emetre la Llei i el Decret de Regadiu el 1069 on es va encoratjar l'expansió del sistema de regadiu a la Xina. Per l'any 1076, es van completar uns 10.800 projectes de regadiu, que van arribar a més de 36 milions de mu de terres públiques i privades. Els grans projectes de reg van incloure el dragatge del riu Groc al nord de la Xina i llim artificial en la vall del llac Taihu. Com a resultat d'aquesta política, la producció de conreus a la Xina es va triplicar. Els rendiments agrícoles van ser aproximadament 2 «tan» -una unitat d'aproximadament 50 quilograms- de gra per mu de terreny, durant la dinastia Song, en comparació amb d'1 «tan», de l'antiga dinastia Han (202 aC al 220 dC) i d'1,5 «tan», de la també anterior dinastia Tang (618-907).
El desenvolupament econòmic d'aquest període també va estar marcat per les millores en les eines agrícoles, les llavors i els fertilitzants. la dinastia Song va heretar les innovacions en l'arada descrites en el text de la dinastia Tang El clàssic de l'arada, que documenta la seva utilització a Jiangnan. Els Song van millorar l'arada de ferro corbat dels Tang i van inventar un disseny especial per a la recuperació de terrenys erms. L'arada no estava feta de ferro, sinó d'un acer més fort, la fulla era més curta però més gruixuda, i particularment eficaç en el tall a través de joncs i arrels en aiguamolls de la vall del riu Huai. En les granges van ser utilitzades unes rodes d'aigua realitzades amb bambú per aprofitar l'energia del flux dels rius i elevar l'aigua per al regadiu de les terres de conreu.
Durant aquest període es va introduir a la Xina, grans d'alt rendiment d'arròs groc de Corea, pèsol verd de l'Índia, i síndria de l'Orient Mitjà, el que va millorar la varietat dels productes agrícoles. Els agricultors de Song van assumir la importància dels excrements humans agafades en la nit de pous morts, com a fertilitzants, van comprendre que el seu ús podria transformar les terra estèrils en fèrtils. Chen Pu va escriure en el seu llibre sobre agricultura de 1149: «La dita comuna que la terra agrícola s'esgota després de la sembra de tres a cinc anys no és cert, si amb freqüència es cobreix el terra amb terra nova i s'adoba amb excrements dels pous negres, aleshores la terra es torna més fèrtil».

### Conreus econòmics

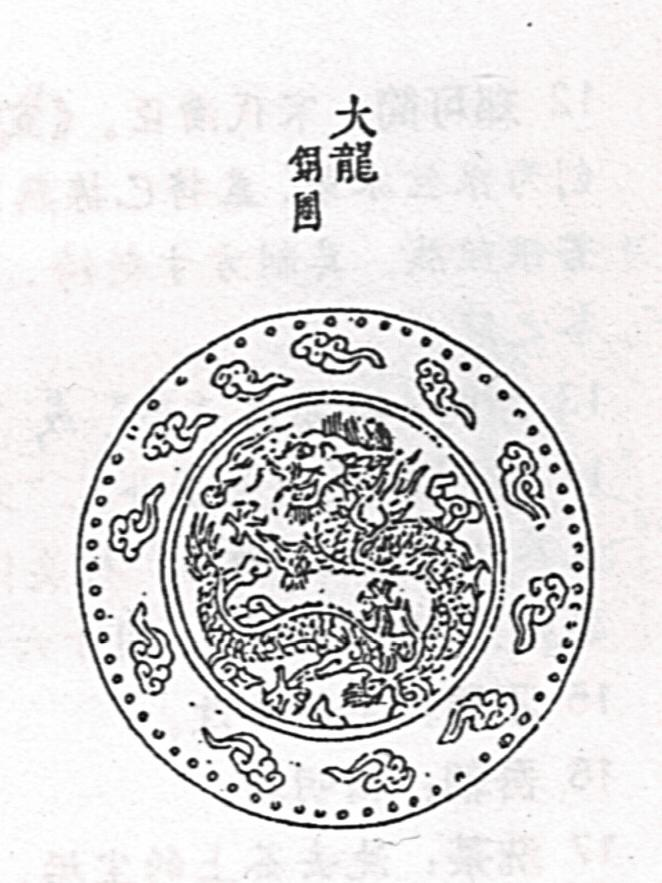
Tribut de te a la dinastia Song marcat amb el segell de les «tortes de te del Drac»

El cotó va ser introduït des de l'illa Hainan cap al centre de la Xina. Es van recol·lectar les flors de cotó, va ser copejat amb arcs de bambú, es va transformar en fils i es va teixir un pany nomenat "jibei". El jibei de cotó fet a Hainan tenia una gran varietat, la tela era de gran amplada, sovint estava tenyida en brillant colors, el cosit de dues peces feien una vànova i cosint quatre peces una cortina. [9] El cànem també va ser plantat i transformat en lli. Les granges de morera independents, van florir en la regió de la Muntanya Dongting a Suzhou, aquests agricultors de morera no es guanyaven la vida per les terres de conreu, però en canvi, van créixer moreres i van criar cucs de seda i la seda va ser el fruit de la seva collita. La canya de sucre va aparèixer per primera vegada a la Xina durant el període dels Regnes Combatents. Durant la dinastia Song, la vall del llac Taihu era famós per la canya de sucre conreada. L'escriptor Wang Zhuo el 1154, descriu amb gran detall el mètode del seu conreu i la forma de fer la farina de canya de sucre en la seva monografia Clàssic del sucre, va ser el primer llibre sobre la tecnologia del sucre a la Xina.
La plantació de te en la dinastia Song va ser tres vegades més gran que durant la dinastia Tang. Segons una enquesta duta a terme el 1162, les plantacions de te es van distribuir en 66 prefectures de 244 comtats. A Beiyuan hi va haver una plantació de te imperial a la prefectura de Fujian. Va produir més de quaranta varietats de te com a tribut per a la cort imperial. Solament la punta de les fulles es van recollir, es van processar i es van pressionar i van prendre forma com de tortes de te, amb un gravat en relleu del model de drac, que va ser conegut com a «tortes de te del Drac».
Amb el creixement de les ciutats, van sorgir granges d'hortalisses d'alt valor en els suburbis. Al sud de la Xina, de mitjana el conreu d'arròs un trós de terra era suficient per a la manutenció d'un home, mentre que al nord es necessitava el triple de terreny.

## Organització, inversió i comerç

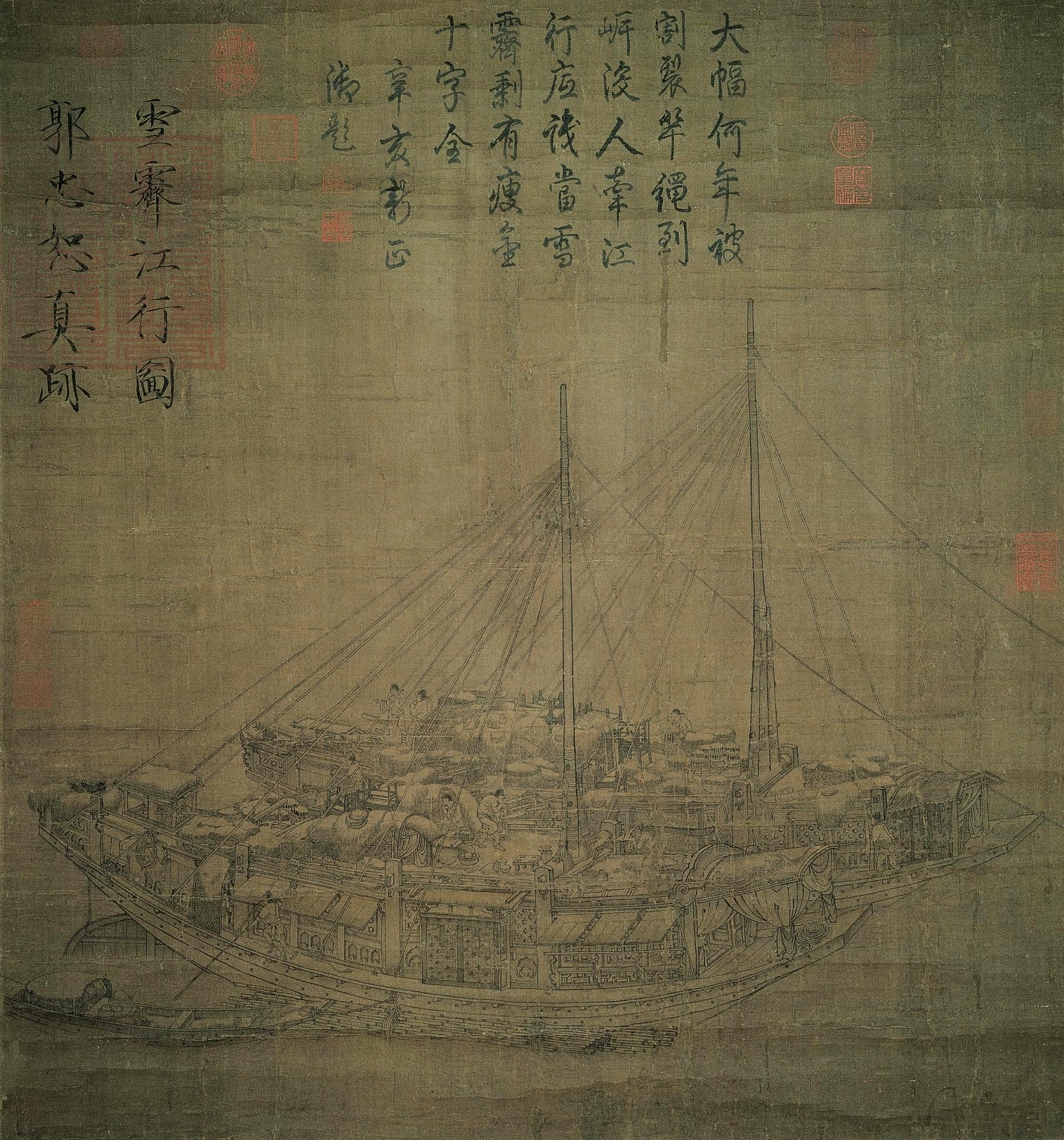
Pintura Song de dos vaixells xinesos de càrrega; a on apareixen els cascs amb compartiments estancs.

Durant la dinastia Song, la classe mercantil es va fer més sofisticada, molt respectada i organitzada que en els períodes anteriors de la Xina. La seva riquesa acumulada sovint rivalitza amb la dels erudits funcionaris que administraven els assumptes de govern.
Malgrat les grans indústries administrades pel govern i les grans empreses de propietat privada què van dominar el sistema de mercat de la Xina urbana durant el període Song, n'hi havia una gran quantitat de petites empreses i empresaris privats en els grans suburbis i zones rurals que van prosperar amb l'expansió econòmica de l'època. També n'hi havia un gran mercat negre a la Xina durant el període Song, que va ser engrandit una vegada que els Jurchens van conquerir el nord de la Xina i van establir la dinastia Jin. Per exemple, al voltant de 1160 n'hi va haver un estraperlo (mercat negre) anual d'unes 70 a 80 mil caps de bestiar. Hi havia una multitud de petites botigues i forns de ceràmica pertanyents a famílies de la zona, juntament amb premses d'oli, botigues d'elaboració de vi, petites empreses locals de fabricació de paper, etc. [16] També hi va haver espai per al petit èxit econòmic amb l'hostaler, l'endeví, el venedor de drogues, el comerciant de teixit, i molts altres.

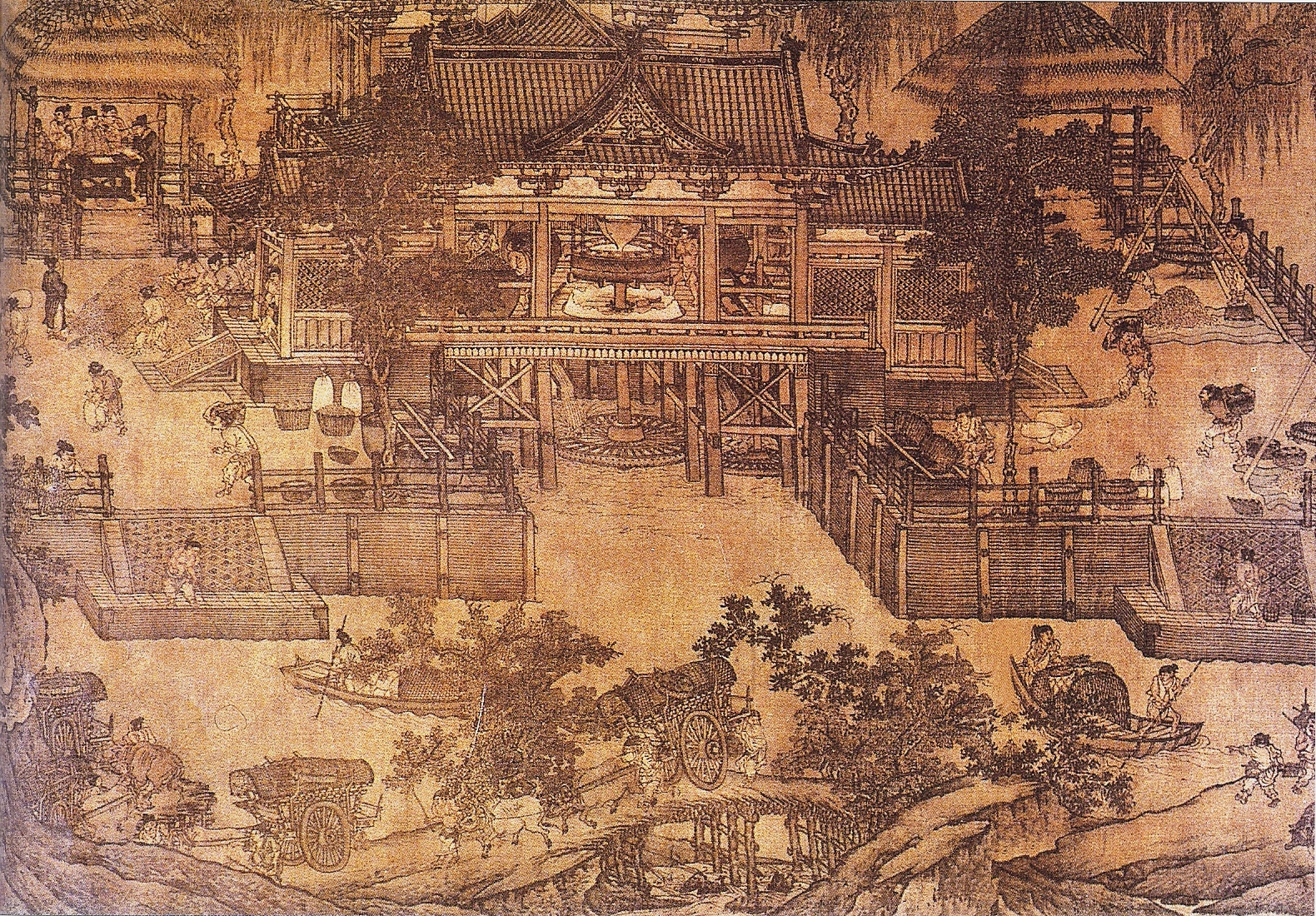
Pintura de la dinastia Song del Nord (960-1127) d'un molí hidràulic mogut per l'aigua per moldre el gra, junt amb el transport fluvial.

Les famílies rurals que venien un gran excedent agrícola en el mercat no només podien comprar més carbó, te, oli i vi, també podien acumular suficients fons per establir mitjans secundaris de producció i generar més riquesa. A més a més dels aliments agrícoles necessaris, les famílies camperoles podien produir vi, carbó de llenya, paper, tèxtils i d'altres béns que els venien a través d'intermediaris. Els agricultors de Suzhou es van especialitzar en la cria de cucs de seda per produir productes de seda, mentre que a Fujian, Sichuan i Guangdong es van dedicar més a la canya de sucre. Per tal d'assegurar la prosperitat de les zones rurals, van ser essencials les aplicacions tècniques per a projectes d'obres públiques i la millora de les tècniques agrícoles. El gran sistema de regadiu de la Xina va haver de ser equipat amb multitud de rodes hidràuliques estandarditzades de producció en massa que podien elevar l'aigua des de plans inferiors als més elevats del regadiu.
Per a la roba, els vestits de seda van ser usats pels rics i l'elit, mentre que el cànem i el rami va ser usat pels pobres; per l'última època Song la roba de cotó també estava en ús. La tramesade tots aquests materials i mercaderies es va veure afavorit per la innovació, en el segle x, de les rescloses del Gran Canal a la Xina; el científic i estadista Shen Kuo (1031-1095) va escriure que la construcció de comportes va deslliurar a Zhenzhou -presumiblement Kuozhou al llarg del Iang-Tsé- durant les dècada de 1020 i 1030 i va alliberar la utilització de cinc-cents obrers que treballen en el canal cada any, que va ascendir a un estalvi de fins a 1.250.000 cordes de diners en efectiu a l'any. Va escriure que l'antic mètode de transportar els vaixells limitava la importància de la càrrega a 300 «tan» d'arròs per vaixell -aproximadament 17 t / 17.000 kg-, però després que s'introduïssin les rescloses, els vaixells que transportaven 400 «tan» -més o menys 22 t / 22.000 kg-, aleshores podien utilitzar-les. Shen va escriure que pel seu temps (c.1080) els vaixells del govern podien portar pesos de càrrega de fins a 700 «tan» -39 t / 39.000 kg-, mentre que les embarcacions privades podien contenir fins a 800 bosses, cadascuna amb un pes de 2 «tan» -és a dir, un total de 88 t / 88.000 kg-.

### Comerç exterior

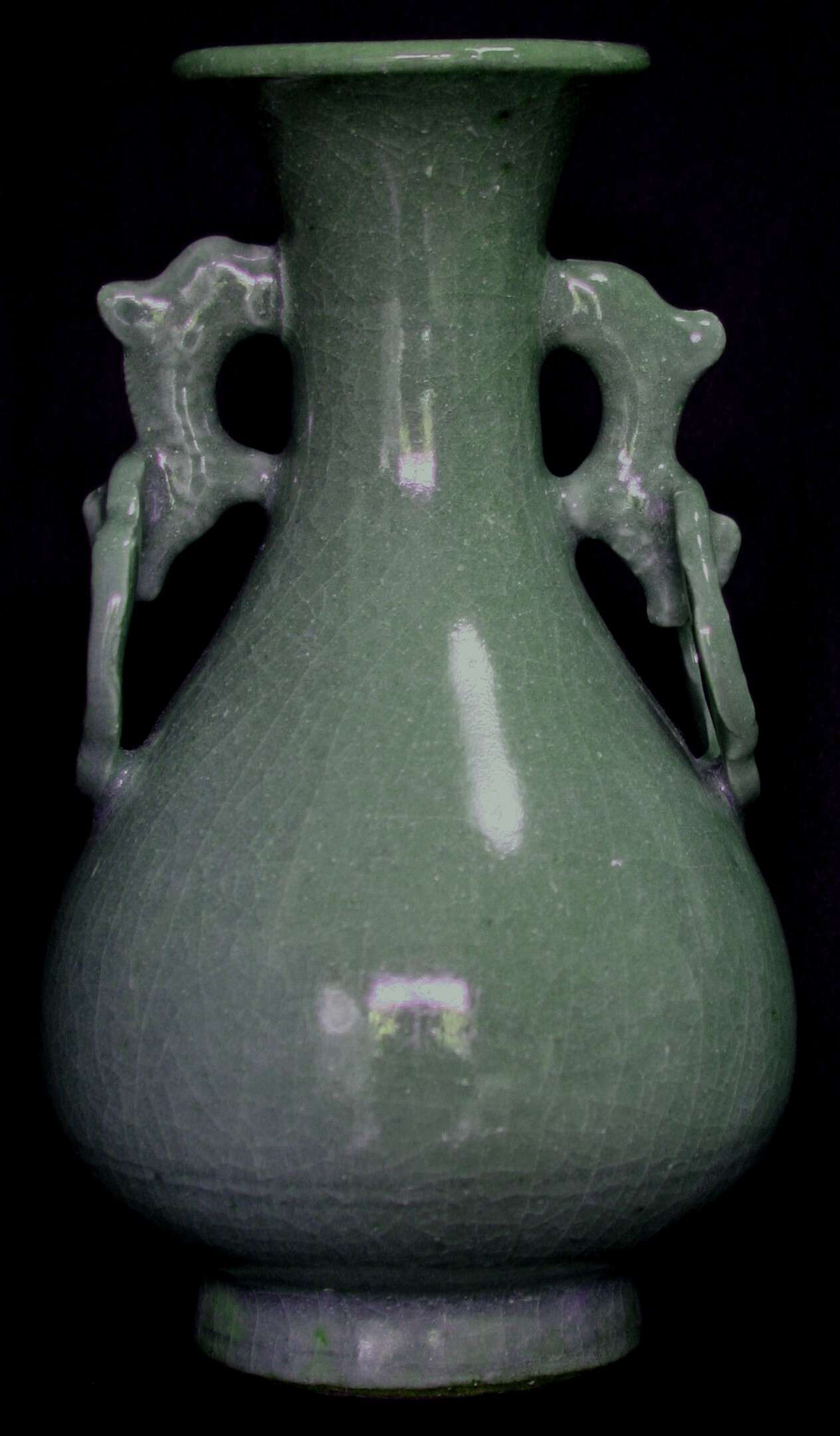
Un Celadont de Longquan de ladinastia Song, gerro del.

El comerç marítim amb el Pacífic sud-est, el món hindú, el món islàmic, i el món de l'Àfrica Oriental va aconseguir gran fortuna per als comerciants. Encara que la gran quantitat de comerç indígena al llarg del Gran Canal, el riu Iang-Tsé, els seus tributaris, llacs, i d'altres sistemes de canals van superar els guanys comercials del comerç exterior, encara hi va haver grans ports de mar durant el període Song que van impulsar l'economia, com els de Quanzhou, Fuzhou, Guangzhou i Xiamen. Aquests ports marítims, que estaven connectats a l'interior a través del canal, el llac i el trànsit fluvial, van actuar com una llarga cadena de grans centres comercials per a la venda de dels conreus produïts en l'interior.
L'alta demanda a la Xina per a productes de luxe i espècies estrangeres procedents de les Índies Orientals va facilitar el creixement del comerç marítim xinès en l'estranger durant el període Song. Juntament amb la indústria de la mineria, la indústria de la construcció naval de la província de Fujian durant el període Song va augmentar la seva producció a mesura que al comerç marítim se li va donar més importància i el creixement demogràfic de la província va començar a augmentar. La capital de Song a Hangzhou tenia un gran canal que connectava els seus cursos d'aigua directament amb el port a Mingzhou -modern Ningbo-, el centre des d'on molts dels béns importats estrangers eren enviats a la resta del país. Malgrat la instal·lació de parcs de bombers i una gran força de lluita contra el foc, els incendis van continuar amenaçant la ciutat d'Hangzhou i les diferents empreses que estaven situades en ella.
En la salvaguarda dels subministraments emmagatzemats i per proporcionar espai llogat als comerciants i botiguers per mantenir els seus excedents de mercaderies dels focs de la ciutat, les famílies riques d'Hangzhou, eunucs de palau i empreses importants van construir grans magatzems a la vora de les muralles del nord-est; aquests magatzems van ser envoltats per canals d'aigua per tots els seus costats i van estar fortament custodiats per vigilants nocturns contractats. Els constructors de vaixells van generar feina a molts artesans experts, mentre que els mariners van trobar moltes oportunitats de col·locació a mesura que més famílies tenien suficient capital per comprar vaixells i invertir en les operacions comercials en l'estranger. Els estrangers i els comerciants de l'estranger també van ajudar l'economia des de l'interior de la Xina. Per exemple, molts musulmans van anar a la Xina no solament per al comerç, sinó que van dominar la indústria d'importació i exportació i en alguns casos es van convertir en funcionaris de les regulacions econòmiques. Per als comerciants marítims xinesos, tanmateix, no van poder tenir aquesta mena d'iniciatives a l'estranger ni aconseguir llocs de comerç exterior com per exemple en ports tan llunyans com Egipte.

L'autor Zhu Yu va escriure en la seva obra Pingzhou Ketan (萍洲可談; Pingzhou Taula de converses) de 1119 sobre l'organització, les pràctiques marítimes, i els estàndards del govern de vaixells marítims, els seus comerciants, i els equips de navegació. El seu llibre diu: 
| « | D'acord amb les regulacions governamentals relatives als vaixells de navegació marítima, els més grans poden portar diversos centenars d'homes, i els més petits poden tenir més d'un centenar d'homes a bord. Un dels comerciants més importants és l'escollit per ésser líder (Gang, Shou), un altre és el líder adjunt (Fu Gang, Shou), i un tercer és Gerent de negocis (Za Shi). Als superintendents de la marina mercant se'ls dona un certificat no oficial segellat en vermell que els permet utilitzar el bambú per castigar la seva companyia quan sigui necessari. ... els pilots de la nau estan familiaritzats amb la configuració de les costes; de nit es dirigeixen pels estels, i en el temps de dia pel sol. En un clima fosc es veuen en l'agulla apuntant al sud -és a dir, la brúixola-. També utilitzen un pal de cent peus de llarg amb un ganxo en l'extrem, que baixen a prendre mostres del llot del fons del mar; per la seva aparença i olor poden determinar el seu parader. | » |

Els viatgers estrangers a la Xina sovint feien observacions sobre la fortalesa econòmica del país. El viatger marroquí Ibn Battuta (1304-1377) va escriure sobre moltes de les seves experiències de viatge en llocs de tot el món d'Euràsia, incloent a la Xina en l'extrem més oriental. Després de descriure els luxosos vaixells xinesos sostenint cabines palatines i salons, juntament amb la vida de les tripulacions dels[vaixells els seus capitans, Batutta va escriure: «Entre els habitants de la Xina hi ha els qui posseeixen nombrosos vaixells, en què envien els seus servidors a llocs estrangers per comprovar que enlloc del món es troben persones més riques que els xinesos».

### Salaris i ingressos
Els terratinents rics estaven sent per regla general aquells que eren capaços d'educar als seus fills en el més alt grau. Per tant, petits grups de famílies prominents, en qualsevol comtat local, seria centre d'atenció nacional per tenir fills que haguessin viatjat lluny per a la seva educació i després aconseguissin ser nomenats com a ministres d'estat. La mobilitat social de la descendència va ser sempre un problema per l'assumpte de l'herència dividida. El que suggereix maneres d'augmentar la propietat d'una família. Yuan Cai (1140-1190) va escriure a la fi del segle xii, en el seu manual d'assessorament dirigit als caps de família, que els que van obtenir un càrrec amb salari decent no haurien de convertir-ho en or i plata, sinó que en lloc seu podrien veure créixer els seus valors amb la inversió: 
| « | Per exemple, si tenia 100.000 cadenes de valor d'or i plata i utilitzés aquests diners per comprar una propietat productiva, en un any guanyaria 10.000 cadenes; després de deu anys més o menys, hauria recuperat les 100.000 cadenes i el que seria dividit entre la família seria l'interès. Si s'invertís en una penyora de drets, en tres anys l'interès seria igual al capital. Encara tindria les 100.000 cadenes, i la resta, estant l'interès, podria ser dividit. D'altra banda, podria duplicar-se novament en uns altres tres anys, ad infinitum. | » |

Shen Kuo (1031-1095), un ministre de finances, va ser de la mateixa opinió; en la seva comprensió de la velocitat de circulació dels diners, va declarar el 1077:
| « | La utilitat dels diners és la circulació i la presa de decisions. Un poble de deu llars pot tenir 100.000 monedes. Si els diners s'emmagatzemen en la llar d'un individu, fins i tot després d'un segle, continua sent la mateixa suma de 100.000. Si les monedes es distribueixen a través de transaccions comercials de manera que cada individu de les deu famílies puguin gaudir de la utilitat de les 100.000 monedes, aquesta utilitat ascendirà a la de 1.000.000 en efectiu. Si la circulació contínua sense parar, la utilitat dels diners en efectiu estarà més enllà de l'enumeració. | » |

Una considerable beca s'ha destinat a la recerca del nivell estàndard de vida durant la dinastia Song. Un estudi recent realitzat per l'historiador econòmic Cheng Minsheng creu que l'ingrés mitjà dels treballadors de classe baixa durant la dinastia Song va ser d'uns 100 wen al dia, aproximadament 5 vegades el nivell de subsistència estimat en 20 wen al dia i un nivell molt alt per a les economies preindustrials. El consum per capita de gra i de seda, respectivament, es va estimar, per Cheng, al voltant de 8 jin -uns de 400 g cadascun- al dia.

## Indústria artesanal

### Indústries de l'acer i del ferro

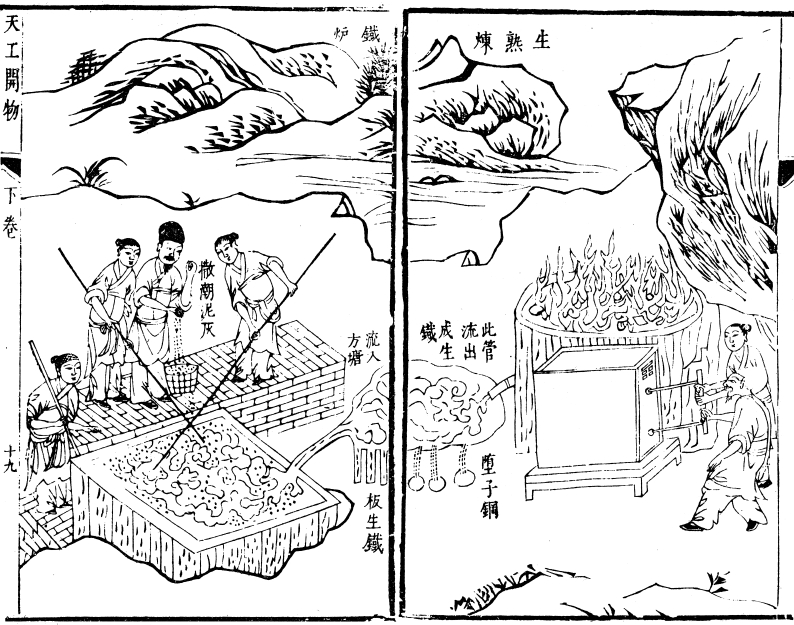
Esquerra: el procés de formació de la fundició del mineral per fer ferro forjat en lingots.
Dreta: il·lustració mostrant els homes que treballen en un alt forn. Tiangong Kaiwu enciclopèdia, 1637.

Acompanyant l'edició generalitzada de paper moneda hi va haver el començament del que podria nomenar-se un principi de revolució industrial xinesa. Per exemple, l'historiador Robert Hartwell ha estimat que la producció de ferro per capita va augmentar sis vegades entre el 806 i el 1078, de manera que, en aquest darrer any la Xina produïa 127 000 000 kg (125.000 t) en pes de ferro per any. Tanmateix, l'historiador Donald Wagner qüestiona el mètode utilitzat per Hartwell per calcular aquestes xifres -és a dir, utilitzant els impostos i els rebuts de quotes de la dinastia Song-.
En el procés de foneria es va utilitzar grans manxes accionats per rodes hidràuliques, i grans quantitats de carbó vegetal al procés de producció, donant lloc a una àmplia zona de desforestació al nord de la Xina. Tanmateix, a la fi del segle xi els xinesos van descobrir que l'ús de carbó de coc podria reemplaçar el carbó, per tant, molts acres de terres forestals al nord de la Xina es van salvar de la indústria del ferro amb aquest canvi de recurs. El ferro i l'acer d'aquest període es va utilitzar per produir en sèrie les arades, martells, agulles, claus per a vaixells, platets musicals, cadenes de ponts penjats, estàtues budistes, i d'altres articles de rutina per a un mercat nacional. El ferro va ser un component necessari per als processos de producció de sal i coure. Molts dels canals de nova construcció van ser vinculats als principals centres de producció de ferro i acer en el mercat principal de la ciutat capital. Això també es va estendre al comerç amb el món exterior, que es va expandir amb l'alt nivell de l'activitat marítima xinesa en l'estranger durant el període Song del Sud.
Mitjançant moltes peticions escrites al govern central pels administradors regionals de l'imperi Song, erudits històrics poden tenir proves per saber la importància i l'abast de la indústria del ferro xinès durant l'època Song. El famós magistrat Bao Zheng (999-1062) va escriure sobre la indústria del ferro i les cases de foneria que van ser supervisades pels reguladors del govern a Hancheng, en la prefectura de Zhengzhou, al llarg del riu Groc en el que és avui la província oriental de Shaanxi. Va comentar que 700 d'aquestes llars estaven actuant com a foneries de ferro, dels quals 200 tenien la quantitat més adequada de suport del govern, com ara subministraments de carbó i artesans experts -les foneries també contractaven personal no qualificat-.La queixa de Bao davant el tron era que les lleis del govern contra la foneria privada a Shaanxi obstaculitzaven els beneficis de la indústria, per la qual cosa el govern finalment va atendre la seva petició i va aixecar la prohibició de la foneria privada a Shaanxi, el 1055. Encara que les foneries de Shaanxi van ser gestionades i subministrades pel govern, hi havia moltes independents de propietat de les famílies riques. Mentre en qualitat de governador de Xuzhou el 1078, el poeta i estadista El Su Shi (1037-1101) va escriure que en la regió hi havia 36 foneries dirigides per diferents famílies locals, cadascuna emprant una quantitat de diversos centenars de treballadors per a les mines i poder produir el seu propi carbó per fondre el ferro.

### Producció de pólvora

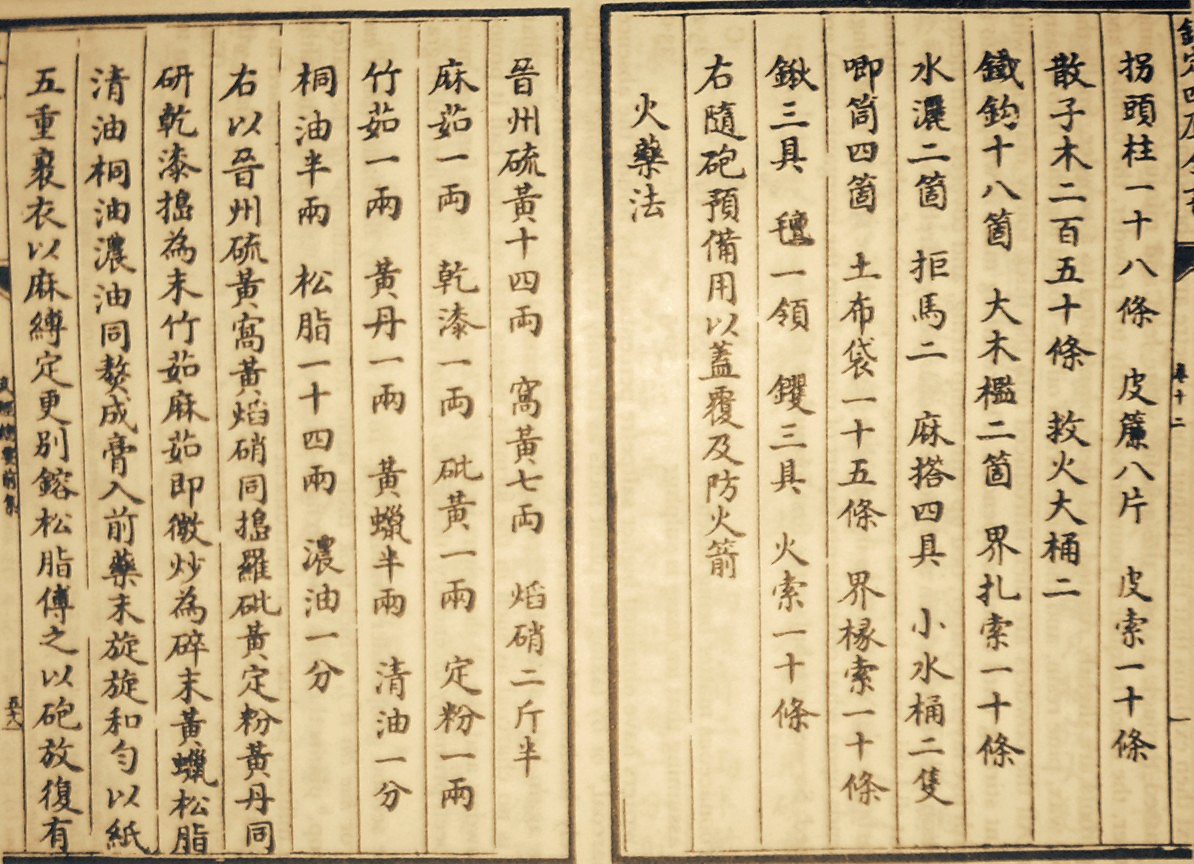
La fórmula més antiga coneguda de la pólvora, al manuscrit Wujing Zongyao de l'any 1044.

Durant el període Song, n'hi va haver una gran quantitat treball organitzat i de burocràcia involucrada en l'extracció dels recursos de les diferents províncies de la Xina. La producció de sofre, que els xinesos nomenaven «líquid vidriol», es va extreure de la pirita i es va utilitzar per a fins farmacèutics així com per a la fabricació de la pólvora. Això es va fer amb pirites torrades, convertides en sulfur d'òxid, el mineral s'amuntegava amb briquetes de carbó en un forn de fang amb un tipus de cap fix, per canviar el sofre a vapor, i després d'això se solidificava i cristal·litzava. El text històric de la història de la dinastia Song, compilat el 1345, declarava que el més gran productor de sofre durant les dinasties Tang i Song va ser la regió administrativa de Jin Zhou, la moderna Linfen al sud de Shaanxi. Els buròcrates designats per a la regió van aconseguir el processament industrial i la seva venda, la quantitat, produïda i distribuïda en els anys 996 i 997 va ser] de 405.000 jin (aproximadament 200 tones). Es va documentar que l'any 1076, el govern tenia un estricte monopoli comercial sobre la producció de sofre, i si les cases de tint i tallers del govern venien els seus productes als distribuïdors privats en el mercat negre, estaven subjectes a les sancions imposades per les autoritats governamentals. Fins i tot deu anys abans el govern havia emès un edicte que les persones que vivien a Shaanxi i Hebei tenien prohibit vendre a estrangers qualsevol producte que tingués salpetre o sofre. Aquest acte realitzat pel govern mostra la seva temor a la desaparició potencial de les armes de pólvora per ésser desenvolupades pels enemics territorials de la dinastia Song de la Xina, és a dir, els tanguts i els khitans.
Hi havia grans plantes de fabricació en la dinastia Song per al propòsit de fer armes de foc que empraven l'ús de la pólvora, com van ser la Llança de foc i les fletxes de foc. Mentre van participar en una guerra contra els mongols, el 1259 el funcionari Li Zengbo va escriure que la ciutat de Qingzhou estava fabricant unes dues mil carcasses de ferro amb projectils al mes, enviant a Xiangyang i a Yingzhou al voltant de deu a vint mil bombes d'aquest tipus a la vegada. [49] Una de les principals armeries i arsenals per a l'emmagatzematge de la pólvora i les armes es trobava a Weiyang, que accidentalment es va incendiar i va produir una explosió massiva l'any 1280.

## Comerç

### Recursos de coure i rebuts de dipòsit

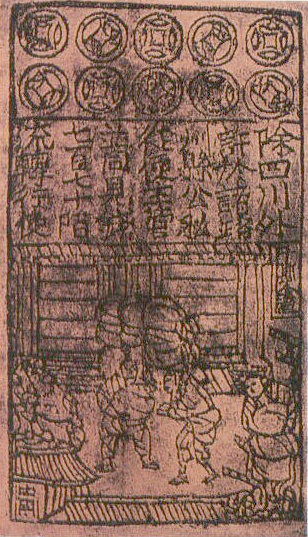
Jiaozi, el primer document imprès en el món de divises, una innovació de la dinastia Song.

L'arrel del desenvolupament del bitllet de banc es remunta als principis de la dinastia Tang (618-907), quan el govern va prohibir l'ús de rotlles de seda com a moneda, el que va augmentar l'ús de la moneda de coure com de diners. L'any 1085 la producció de moneda de coure va ser de 6 mil milions de monedes a l'any des de 5,86 milions en 1080 -en comparació només amb l'encunyació anual de 327 milions de monedes en la pròspera de la dinastia Tang del 742 al 755, i solament els 220 milions de monedes encunyades anualment a partir l'any 118 aC a 5 dC durant la dinastia Han-. L'expansió de l'economia va ser]sense precedents a la Xina: la producció de moneda en l'any anterior de 997, només va ser de 800 milions de monedes a l'any. El 1120, el govern de Song va recollir 18.000.000 unces (510.000 kg) de plata en els seus impostos.
Molts comerciants de l'època Tang del segle IX volien evitar el pes i el volum de tantes monedes de coure en cada transacció, el que els va portar a la utilització de rebuts de dipòsit comercials de les tendes on els béns o diners s'havien deixat prèviament; ells dipositaven la moneda de coure a casa de famílies adinerades o de majoristes, amb la qual cosa obtenien rebuts que podien ser convertits en efectiu en diversos pobles propers per les persones acreditades. Des del segle x, el govern de Song va començar a emetre els seus propis rebuts de dipòsit, tanmateix, això es va limitar principalment a la indústria de la sal i al comerç monopolitzat. El primer paper moneda imprès oficial de la Xina va ser l'any 1024, a la província de Sichuan.
Encara que la producció de moneda de coure i la seva expansió havia estat gran, l'any 1085, unes cinquanta mines de coure van ser tancades entre els anys 1078 i 1085. Encara que hi va haver una mitjana més mines de coure trobades a la dinastia Song Oriental que en l'anterior dinastia Tang, aquest cas es va invertir durant la dinastia Song del Sud amb una forta disminució i exhauriment dels dipòsits de coure extrets el 1165. Les monedes de coure eren abundants en el segle xi, la substitució de l'impost del canceller Wang Anshi pel treball personal laboral i l'adquisició del govern de préstecs per finançaments agrícoles significava que la gent ara havien de trobar diners en efectiu addicional, el que va elevar el preu dels diners de coure, que estava convertint-se en escàs. Per empitjorar les coses, grans quantitats de moneda de coure emesa pel govern van sortir del país a través del comerç internacional, mentre que la dinastia Liao i Xia Occidental prosseguia activament l'intercanvi de les seves monedes encunyades en ferro per les monedes de coure de la dinastia Song. Com es demostra en un decret del 1103, on el govern Song es va convertir cautelós sobre la seva sortida de divises de ferro en l'imperi Liao i va ordenar que el ferro fos] aletejat amb estany, privant així a Liao l'oportunitat de fondre les monedes per fabricar armes.
El govern va tractar de prohibir l'ús de monedes de coure en les regions frontereres i en els ports de mar, però la moneda emesa per la dinastia Song va arribar a ésser comú en les economies de Liao, Xia Occidental, el Japó, i del sud-est asiàtic. El govern Song volia convertir en altres tipus de materials la seva moneda per tal d'alleujar la demanda, incloent l'emissió de la moneda de ferro i billets de paper. L'any 976, el percentatge de moneda emesa fent servir el coure va ser del 65%; després de l'any 1135, havia disminuït considerablement a un 54%, en]un intent del govern de rebaixar la moneda de coure.

### Primer paper moneda del món

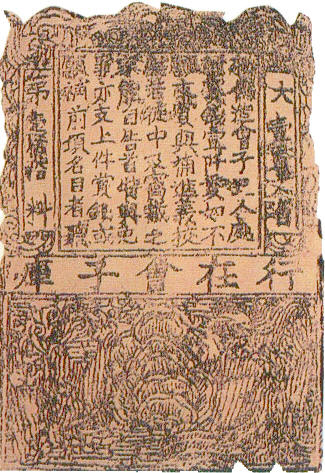
Huizi papel moneda, publicat el 1160.

El govern central aviat va observar els avantatges econòmics d'imprimir paper moneda, va atorgar el dret de monopoli a diverses oficines per a l'emissió dels certificats de dipòsit. A començaments del segle xii, la quantitat de bitllets emesos en un sol any va ascendir a una taxa anual de 26 milions de diners en efectiu. En la dècada dels anys 1120 el govern central va intervenir oficialment i va produir el seu propi paper moneda emès per l'estat, utilitzant la impressió pel mig de blocs de fusta. Fins i tot abans d'aquest punt, el govern Song va anar acumulant grans quantitats de paper com a tribut. Es va registrar que cada any abans de 1101, la prefectura de Xinan (moderna Anhui) per si sola va enviar 1.500.000 fulls de paper en set varietats diferents a la capital a Kaifeng. En aquest any de 1101, l'emperador Huizong de Song, va decidir disminuir la quantitat de paper pres en la quota de tribut, ja que estava causant efectes perjudicials i creant pesades càrregues sobre la gent de la regió. El govern encara necessitava gran quantitat de paper per als certificats de canvi i la nova emissió de l'estat del paper moneda. Només per a la impressió de paper moneda, la cort va establir diverses fàbriques administrades pel govern en les ciutats d'Huizhou, Chengdu, Hangzhou, i Anqi. La importància de la mà d'obra emprada en aquestes fàbriques de paper moneda va ser força gran, ja que es va registrar el 1175 que només la fàbrica a Hangzhou emprava a més d'un miler de treballadors al dia. Les emissions governamentals de paper moneda nacional no estaven encara normalitzades i la impressió de bitllets estaven limitades a les zones regionals de l'imperi i eren vàlides solament per a un límit designat i temporal de tres anys.
La limitació geogràfica va canviar entre els anys 1265 i 1274, quan el govern de Song del Sud finalment va produir una moneda estàndard nacional de paper moneda, una vegada que la seva àmplia circulació va ser recolzada per or o plata. El rang de variació dels valors d'aquests bitllets va ser, potser d'una cadena de diners en efectiu al cent com a màxim. En dinasties posteriors, l'ús i l'aplicació de paper moneda era un mètode portat a terme pel govern com una resposta a la falsificació de monedes de coure. Els jurchens, durant la dinastia Jin (1115-1234), van emetre paper moneda amb un número de sèrie, i una etiqueta d'advertència que els falsificadors serien decapitats, i el denunciant recompensat amb diners en efectiu.

### Treball urbà i de negocis

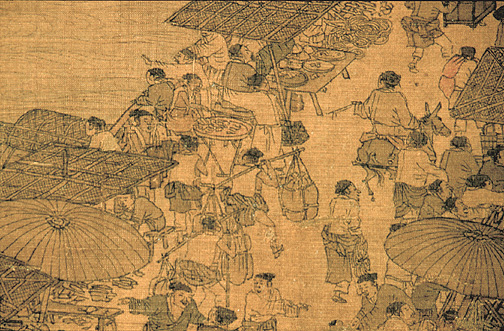
Botigues i parades amb ombrel·les i sostres de palla, s'alineen enfront a la vora del riu, primer pla de la pintura Al llarg del riu durant el Festival Qingmng de Zhang Zeduan (1085-1145).

Dins de les ciutats hi havia una multitud de professions i llocs de treball per escollir, si un no havia heretat una professió per línia paterna. Els historiadors tenen una àmplia varietat de fonts escrites, que descriuen els mínims detalls sobre cada lloc i les empreses dintre de les ciutats de la Xina del període Song. Per exemple, en els carrerons i avingudes al voltant de la porta oriental del temple Xiangguo a Kaifeng, el sinòleg Stephen H. West cita una font:
| « | Al llarg de l'avinguda del temple Eastgate... es troben botigues especialitzades en gorres de tela amb coletes punxegudes, cinturons, llibres i flors, així com menjar vegetarià de te de la família Ding... al sud del temple hi són els bordells de carreró del Gerent... les monges i els treballadors de brocat viuen en el carreró del brodat... al nord hi ha petit carreró... Hi ha un nombre particularment gran de restaurants del sud dintre del carreró, així com una gran quantitat de bordells. | » |

Així mateix, en el «districte del plaer» al llarg de l'Avinguda del gremi dels cavalls... a prop d'un temple  zoroastrià a Kaifeng, el escriptor West cita en la mateixa font, Dongjing Meng Hua Lu («Somnis d'esplendor de la capital de l'est»):
| « | A més a més de les portes de llars i les botigues que voregen els dos costats del carrer Nova Porta Fengqiu... campaments militars de les diferents brigades i columnes de la Guàrdia imperial estan situats en parella al llarg de la porta. Altres barris, carrers i espais oberts confinats s'entrecreuen en la zona, en desenes de milers, ningú coneix el seu nombre real. Les portes estan unes contra altres, cada lloc amb les seves propis salons de te, tavernes, els seus escenaris, el seu menjar i la seva beguda. Normalment les llars de petits negocis del mercat simplement compren aliments preparats i begudes en botigues; no cuinen a casa. Per a menjar del nord estan els cubs de carn seca estil Shi Feng... fets de diversos estofats... per a menjar del sud, la casa de Jin en el pont del temple... i la casa de Zhou... es reconeixen com els millors. Els mercats nocturns tanquen després de la tercera vigília per tornar a obrir en la cinquena. | » |

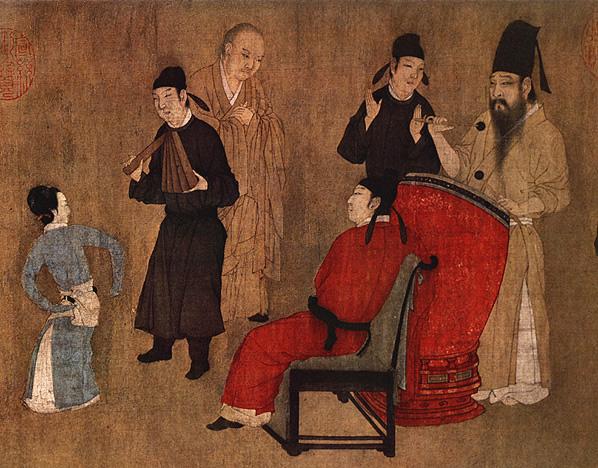
Detall d'una nova versió del de la pintura de Gu Hongzhong (segle X), "Festeigs nocturns d'Han Xizai"; hi ha dos músics i una ballarina que entretenen als invitats d'Han Xizai.

West explica que els comerciants de Kaifeng rara vegada tenien temps per dinar a casa, per la qual cosa van optar per sortir a menjaren] una gran varietat de llocs com ara restaurants, temples o parades de menjar; aquests negocis de restaurants van prosperar amb aquesta nova clientela.Hi havia també els restaurants que subministraven una cuina regional dirigits a clients com a comerciants i funcionaris que van venir d'aquestes regions de la Xina, on els estils de cuina i gusts eren molt diferents als que comunament se servien en la capital. El districte del plaer, on s'organitzaven acrobàcies, jocs, representacions escèniques teatrals, tavernes i cases de cant, estava replet de llocs menjar on el negoci es mantenia pràcticament tota la nit. West fa una connexió directa entre l'èxit de la indústria del teatre i de la indústria alimentària en les ciutats. De les més de cinquanta sales dintre del districte de plaer de Kaifeng, quatre d'elles podien entretenir diversos milers d'espectadors cadascuna, atraient multituds enormes de persones que després eren per a les empreses properes, una enorme base de clients potencials. A més a més dels aliments, els comerciants d'àguiles i falcons, pintures precioses, així com botigues de venda de rotlles de seda i teles, joieria de perles, jade, corns de rinoceronts, or i plata, adorns per als cabells, pintes, gorres, bufandes, i aromàtics encensos va prosperar en aquests llocs.

### Afers exteriors
Per promoure el comerç exterior i maximitzar els beneficis del govern en el control de les mercaderies importades, l'any 971 es va establir una oficina Supervisora de Comerç Marítim a Guangzhou, l'any 999 una segona a Hangzhou, una tercera a Mingzhou (ara la ciutat de Ningbo), seguida per la de Quanzhou ("Zaiton") el 1079, el comtat de Huating (ara part de Shanghai) el 1113, i Jiangyin el 1145. Inicialment, l'oficina Supervisora de Comerç Marítim estava subordinada sota el Departament de Transport de la prefectura, més tard va ser convertida en una agència independent amb el seu propi supervisor. Les funcions de l'oficina Supervisora de Comerç Marítim va incloure: 
- Impostos de les mercaderies importades, la taxa d'impost va variar durant la dinastia Song, del 10% al 40%; tanmateix, durant l'època de l'emperador Shenzong (1048-1085), la taxa de l'impost per a la importació es va reduir al 6.67%. L'impost es realitzava amb el pagament de béns en espècie, no en diners.[72]
- Compra i venda de les mercaderies importades pel govern. L'any 976, van haver de ser venuts solament al govern tots els productes importats per comerciants de l'estranger, les vendes privades van ser prohibides, la penalització per violar aquesta norma depenia de la quantitat dels productes involucrats, i la pena més alta va ser el tatuatge de la cara i el treball i treball forçat. Més tard, aquestes normes del 100% es van rebaixar alguna cosa. El supervisor del Comerç Marítim va comprar una part dels millors productes de qualitat, per exemple, el 60% de les perles, el 40% de corns de rinoceront; i els béns sobrants de més baixa qualitat es va permetre que es negociessin en el mercat. La taxa de compra aplicada a les mercaderies després dels impostos, i pagada en metàl·lic, no va ser segons el preu de mercat, sinó d'acord amb un «valor de tarifa» fixada pel govern.[73] En la dinastia Song del Sud, els supervisors del Comerç Marítim mancaven de fons i no van pagar a temps, causant enormes pèrdues de guanys per als comerciants d'ultramar; el volum de les vaixells entrants també es va reduir.
- Emetre permisos de comerç exterior per als comerciants locals.